# NGC 3422
NGC 3422 é uma galáxia espiral (S0-a) localizada na direcção da constelação de Crater. Possui uma declinação de -12° 24' 07" e uma ascensão recta de 10 horas, 51 minutos e 17,4 segundos.
A galáxia NGC 3422 foi descoberta em 1880 por -.